# Fadogia homblei
Fadogia homblei là một loài thực vật có hoa trong họ Thiến thảo. Loài này được De Wild. mô tả khoa học đầu tiên năm 1913.

## Hình ảnh

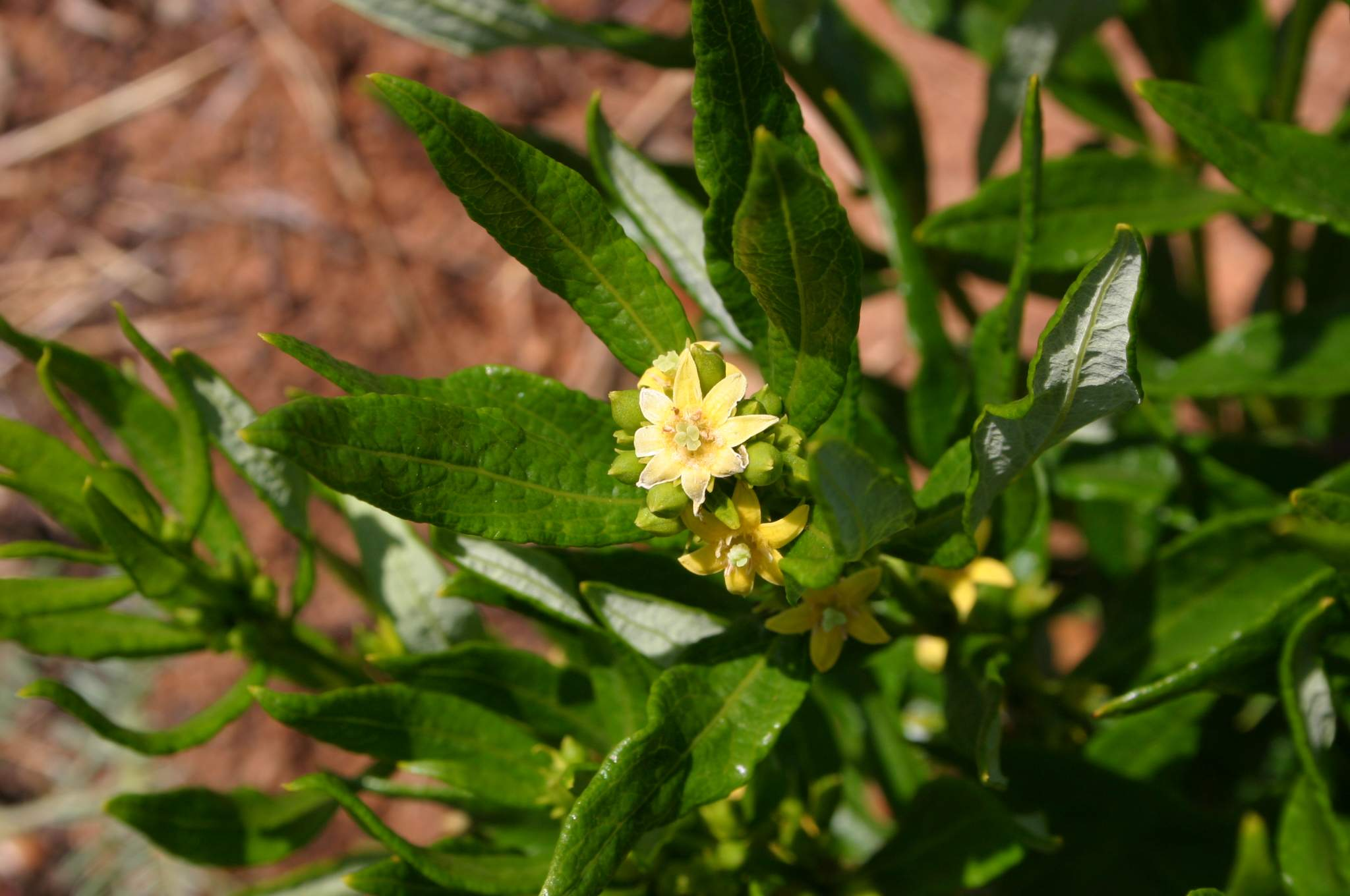
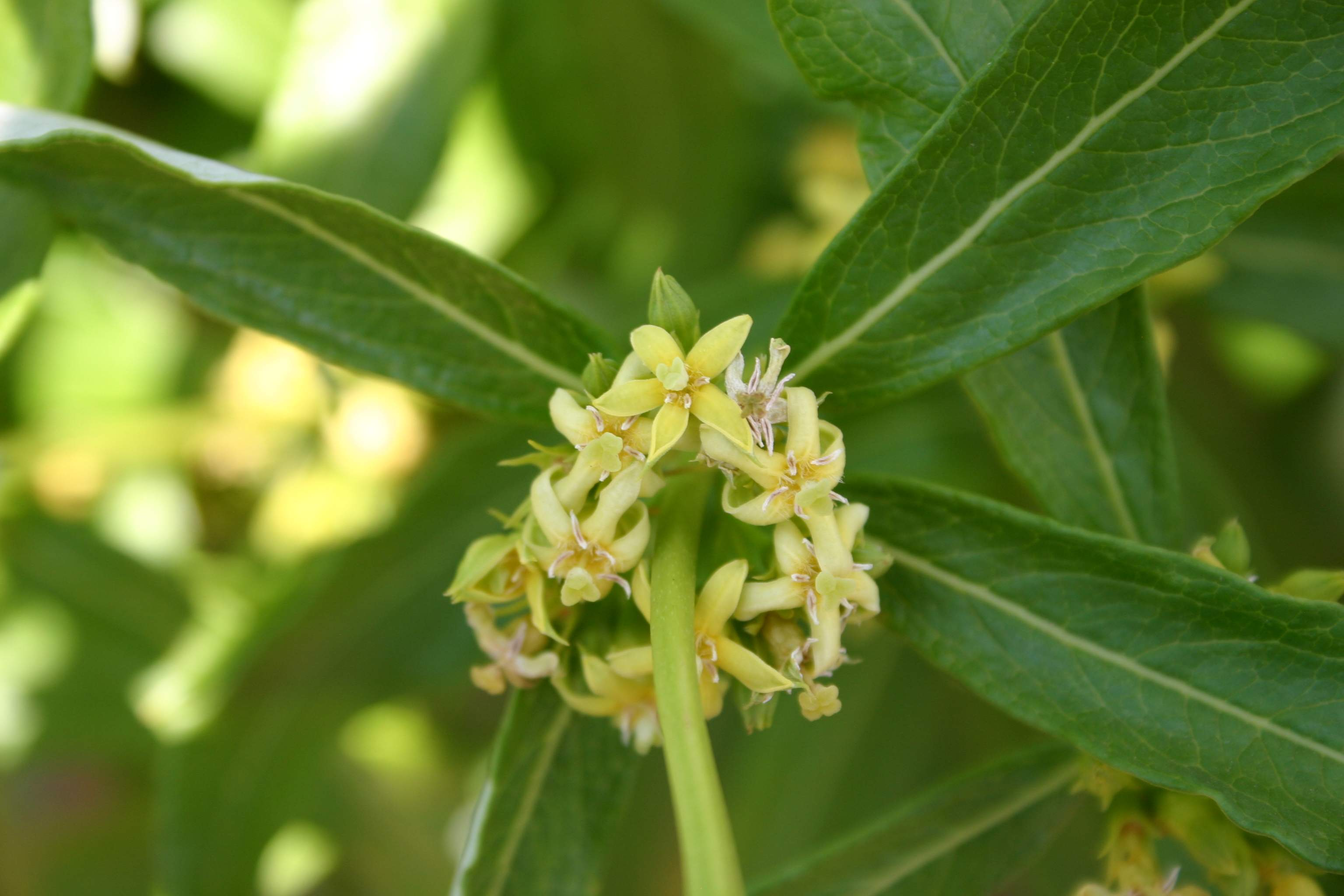